# Laurent Gidon
Œuvres principales
- Djeeb le chanceur

Laurent Gidon, né le 17 février 1966 à Annecy, est un écrivain de science-fiction et de fantasy français. Il écrit également sous le pseudonyme de Don Lorenjy.
À partir de juillet 2011, il abandonne définitivement son pseudonyme et met gratuitement en ligne son nouveau livre, L'Abri des regards, sous forme de feuilleton Internet.

## Œuvres

### Laurent Gidon
- Djeeb le chanceur, Éd. Mnémos, 2009, roman.
- Djeeb l'encourseur, Éd. Mnémos, 2010, roman.
- Une face, une trace, Éd. Éditions du Mont-Blanc, 2021, roman.

### Don Lorenjy
- Aria des brumes, Éd. Le Navire en pleine ville, 2008, roman.
- Blaguàparts, Éd. Griffe d'Encre, 2010, recueil de nouvelles.
- Cityville est calme ce soir, in anthologie Super-héros, Éd. Parchemins & Traverses, 2010, nouvelle.
- Toumaï transfert, in anthologie Afrique-s, Éd. Parchemins & Traverses, 2010, nouvelle.
- Toumaï tango, in anthologie Afrique-s, Éd. Parchemins & Traverses, 2010, nouvelle.